# Поничів
По́ничів — село в Україні, у Зимнівській сільській територіальній громаді Володимирського району Волинської області.
Населення становить 213 осіб. Кількість дворів  — 62. З них 2 нових (після 1991 р.).
В селі працює клуб, фельдшерсько-акушерський пункт, 2 телефонні номери, торговельний заклад.

## Географія
Село розташоване на правому березі річки Риловиця.

## Історія
У 1906 році село Вербської волості Володимир-Волинського повіту Волинської губернії. Відстань від повітового міста 4 верст, від волості 7. Дворів 49, мешканців 239.
Село Поничів засноване у 1835 році.
У серпні 2015 року село увійшло до складу новоствореної Зимнівської сільської громади.
12 червня 2020 року, відповідно до розпорядження Кабінету Міністрів України № 708-р «Про визначення адміністративних центрів та затвердження територій територіальних громад Волинської області», увійшло до складу Зимнівської сільської територіальної громади.
19 липня 2020 року, в результаті адміністративно-територіальної реформи та ліквідації  Володимир-Волинського району(1940—2020), село увійшло до новоутвореного Володимир-Волинського району (від 18 липня 2022 Володимирського).

## Сьогодення
В селі доступні такі телеканали: УТ-1, УТ-2, 1+1, Інтер, Обласне телебачення. Радіомовлення здійснюють Радіо «Промінь», Радіо «Світязь», Радіо «Луцьк», проводове радіо.
Село газифіковане. Дорога з твердим покриттям в незадовільному стані. Наявне постійне транспортне сполучення з районним та обласним центрами.

## Населення
Згідно з переписом УРСР 1989 року чисельність наявного населення села становила 217 осіб, з яких 99 чоловіків та 118 жінок.
За переписом населення України 2001 року в селі мешкало 213 осіб.

### Мова
Розподіл населення за рідною мовою за даними перепису 2001 року:
| Мова       | Відсоток |
| ---------- | -------- |
| українська | 98,12 %  |
| російська  | 1,88 %   |

### Поховані
- Ролюк Юрій Сергійович (1997—2022) — старший лейтенант Збройних сил України, учасник російсько-української війни, що загинув у ході російського вторгнення в Україну в 2022 році.